# Casa Verge
La Casa Verge és un edifici noucentista del municipi de la Galera (Montsià) que forma part de l'Inventari del Patrimoni Arquitectònic de Catalunya.

## Descripció
Juntament amb aquells edifici de caràcter propi dels pobles camperols, tenim aquí a la Galera una sèrie d'edificis de finals del segle xix i inicis del XX que encara que molt senzills, denoten el gust per les construccions de noves tendències o estils. Aquest edifici té planta baixa i dos pisos, el segon és de dimensions més reduïdes i presenta una terrassa amb balustrada. Els materials emprats són grans carreus de pedra, després carreus de pedra vista de dimensions més menudes.
La façana és senzilla amb porta principal i dos finestres -una a cada banda-. Sobre la porta hi ha un mirador ornat amb rajoles de motius vegetals, vidrieres estretes i altes, i fusta; a banda i banda dels balcons hi han motius esgrafiats a la part de dalt. L'habitació del segon pis només té una balustrada, també de pedra i mateix motiu esgrafiat -encara que més simples- en la part de dalt. Les jambes no tenen cap motiu decoratiu. La teulada és a doble vessant. S'han fet obres de millora i manteniment, amb la desaparició d'alguns elements de ceràmica esmaltada.